# 10972 Merbold
10972 Merbold este un asteroid din centura principală de asteroizi.

## Descriere
10972 Merbold este un asteroid din centura principală de asteroizi. A fost descoperit pe 29 septembrie 1973 la Observatorul Palomar de Cornelis Johannes van Houten, Ingrid van Houten-Groeneveld și Tom Gehrels. Asteroidul prezintă o orbită caracterizată de o semiaxă mare de 2,45 ua, o excentricitate de 0,09 și o înclinație de 2,3° în raport cu ecliptica.